# Juan Antonio Masoliver Ródenas
Juan Antonio Masoliver Ródenas (Barcelona, 12 de gener de 1939) és un crític literari, traductor, poeta i novel·lista a més de catedràtic de literatura espanyola i llatinoamericana.
Fill de Joaquín Masoliver Martínez, advocat de Saragossa, i de Magdalena Ródenas Pons, de Xert. Era nebot del també crític literari i traductor, a més d'assagista i periodista, Juan Ramón Masoliver Martínez. Va néixer a una clínica del barri de Gràcia de Barcelona però va viure des de la seva infantesa Masnou, on vivien els seus pares.
Ha estat catedràtic de literatura espanyola i llatinoamericana a la Universitat de Westminster de Londres i és professor de la Universitat Pompeu Fabra. És crític literari del suplement Cultura|s de La Vanguardia a Barcelona. A Mèxic ha col·laborat a Vuelta, La Jornada Semanal, Letras Libres, Fractal i Crítica.
La seva poesia ha estat considerada com un monòleg interior caracteritzat per associacions inconscients de records, erotisme i al·lucinació, allunyada de convencionalismes i idealització del passat.
L'autor ha donat part del seu llegat bibliogràfic i documental a l'Ajuntament del Masnou (Biblioteca Joan Coromines i Arxiu Municipal del Masnou).

## Publicacions[2][1]

### Assaig
- Libertades enlazadas (sobre literatura mexicana) (2000)
- The Origins of Desire (antologies del conte contemporani) (1993)
- Los cuentos que cuentan (en col·laboració amb Fernando Valls) (1998)
- Voces contemporáneas (al voltant dels darrers trenta anys de narrativa espanyola en castellà) (2004)

### Narrativa
- Retiro lo escrito (1988)
- Beatriz Miami (1991)
- La sombra del triángulo (1996)
- La puerta del inglés (2001)
- La noche de la conspiración de la pólvora (2006)
- La calle Fontanills (2010)
- El ciego en la ventana (2015)
- La inocencia lesionada (2016)
- Desde mi celda: memorias (2019)

### Poesia
- Poesía reunida (1999) que inclou, entre d'altres, El jardín aciago (1985), La casa de la maleza (1992), En el bosque de Celia (1995) i Los espejos del mar (1998).
- La memoria sin tregua (2002)
- Sònia (2008)
- El laberint del cos (2008)
- Paraísos a ciegas (2012)
- La negación de la luz (2017)

### Traduccions
Entre altres autors ha traduït a Cesare Pavese, Carson McCullers, Djuna Barnes, Vladimir Nabokov i Robert Coover.